# Орловский, Кирилл Прокофьевич
Кири́лл Проко́фьевич Орло́вский (18 (30) января 1895, деревня Мышковичи (сейчас Кировский район Могилёвской области) — 13 января 1968, там же) — сотрудник органов государственной безопасности СССР, сотрудник НКВД, один из руководителей партизанского движения в Белоруссии. Герой Советского Союза (1943). Герой Социалистического Труда (1958). Кандидат в члены ЦК КПСС (1956—1961). Депутат Верховного Совета СССР 3—7-го созывов.
Нелегально переходил линию фронта и государственную границу свыше 70 раз.

## Биография
Родился в 1895 году в деревне Мышковичи Кировского района Могилёвской области в семье крестьянина-середняка. До 1915 года работал и учился на своем сельском хозяйстве, в деревне Мышковичи.
Участвовал в Первой мировой войне в звании унтер-офицера в качестве командира сапёрного взвода.
В июне 1918 по заданию подпольного Бобруйского уездного комитета партии большевиков создал партизанский отряд, действовавший против немецких войск. С декабря 1918 по апрель 1919 служил в Бобруйской ЧК, затем окончил курсы комсостава.
В 1920—1925 гг. руководил партизанскими отрядами во входившей в состав Польши Западной Белоруссии по линии «активной разведки» Разведывательного управления РККА. Под его руководством были проведены десятки боевых операций, в результате которых было убито свыше 100 польских жандармов и помещиков.
Четыре месяца воевал на Западном фронте против белополяков, два месяца — против войск генерала Юденича и восемь месяцев учился в Москве на 1-х Московских пехотных курсах командного состава.
Участвовал в подготовке восстания в Литве, подавлял армию С. Н. Булак-Балаховича и Б. В. Савинкова во время похода Булак-Балаховича.
С 1925 по 1930 год обучался в Коммунистическом университете национальных меньшинств Запада имени Мархлевского (1930).
В 1925—1938 проходил службу в органах госбезопасности: в ГПУ, затем в НКВД БССР, затем в НКВД СССР.
С 1930 по 1936 год работал в спецгруппе НКВД СССР по подбору и подготовке диверсионно-партизанских кадров на случай войны с Германией в Белоруссии.
1936 год работал в качестве начальника участка ГУЛАГ на строительстве канала «Москва—Волга»,
В 1937—1938 выполнял боевые задания во время гражданской войны в Испании, где воевал в тылу фашистских войск в качестве командира диверсионно-партизанской группы.
В 1938 г. уволен со службы в органах госбезопасности по состоянию здоровья.
В 1939—1940 г. проректор по хозяйственной части Чкаловского (Оренбургского) сельскохозяйственного института.

## Во время Великой Отечественной войны
В 1941 году находился в спецкомандировке в Западном Китае, откуда по личной просьбе был отозван и направлен в глубокий тыл немецких захватчиков в качестве командира разведывательно-диверсионной группы. Восстановлен на службе в органах и вошёл в состав Особой группы НКВД, которую возглавлял Павел Судоплатов.
С октября 1942 по август 1943 успешно руководил крупным партизанским отрядом «Соколы», действовавшим на территории Барановичской области.
17-18 февраля 1943 года отряд под командованием Орловского (12 бойцов) на одной из дорог совершил атаку на конвой Генерального комиссара Белоруссии Вильгельма Кубе; в результате налета были убиты гаупткомиссар Фридрих Фенц, обергруппенфюрер СС Захариус, а также 10 офицеров и более 30 солдат.
Отряд Орловского потерь не понёс; сам Орловский был тяжело ранен. У него были ампутированы правая рука по плечо (обычной пилой без анестезии), на левой — 4 пальца и повреждён слуховой нерв на 50-60 %. В августе он был отозван в Москву.
20 сентября 1943 года ему было присвоено звание Героя Советского Союза.

## Послевоенное восстановление
Утратив способность проходить военную службу в органах госбезопасности в связи с инвалидностью, Орловский К. П. обратился с личным письмом к Сталину И. В.:
 
Дорогой товарищ Сталин!
Благодаря Народному комиссару государственной безопасности товарищу Меркулову и начальнику 4-го Управления товарищу Судоплатову материально я живу очень хорошо. Морально — плохо.
Партия Ленина-Сталина воспитала меня упорно трудиться на пользу любимой Родины; мои физические недостатки (потеря рук и глухота) не позволяют мне работать на прежней работе, но встает вопрос: все ли я отдал для Родины и партии Ленина-Сталина?

К моральному удовлетворению я глубоко убежден в том, что у меня имеется достаточно физических сил, опыта и знания для того, чтобы еще принести пользу в мирном труде.
Далее в письме он просил разрешить ему возглавить колхоз в его родном селе.
Письму был присвоен гриф «совершенно секретно». То есть это не была заранее организованная акция.
Просьба Орловского К. П. была удовлетворена Правительством СССР. Он получил рекомендацию и в январе 1945 года был избран председателем колхоза «Рассвет» Кировского района Могилёвской области. Под руководством Орловского колхоз «Рассвет» стал первым в послевоенном СССР колхозом-миллионером.
В 1956—1961 являлся кандидатом в члены ЦК КПСС.
Умер 13 января 1968 года. Похоронен в деревне Мышковичи Кировского района Могилёвской области Белоруссии.
Могила Кирилла Прокофьевича Орловского имеет статус историко-культурной ценности Беларуси —  Историко-культурная ценность Республики Беларусь, .

## Награды
- Медаль «Золотая Звезда» № 1720 (20 сентября 1943 года).
- Золотая Медаль «Серп и Молот».
- Пять орденов Ленина.
- Орден Красного Знамени.
- Орден Трудового Красного Знамени.
- Медали.

## Память
- Является прототипом главного героя фильма «Председатель» и, возможно, главного героя романа Э. Хемингуэя «По ком звонит колокол» Роберта Джордана.
- На его родине в Мышковичах установлен бронзовый бюст Героя Советского Союза и Героя Социалистического Труда[5] (создан в 1977 г., скульптор Рыжаков М., архитектор Казаков Ю.) и открыт музей.
- Его именем названы улицы городов Белоруссии — в Могилёве, Бобруйске, Быхове, Бресте, Ляховичах, Клецке и Минске, в агрогородке Мышковичи.
- К. П. Орловскому в Оренбурге установлена мемориальная доска
- Могилёвский государственный агролесотехнический колледж носит имя К. П. Орловского[6].
- Имя К. П. Орловского носит ГУО «Средняя школа № 2 г. Кировска»[7].
- Его именем назван колхоз «Рассвет» в Кировске.
- Также его именем назван санаторий в Кировске.
- Традиционный мемориал по велосипедному спорту Героя Советского Союза, Героя Социалистического Труда К. П. Орловского. Проводится ежегодно на территории агрогородка Мышковичи.
- С 11 по 13 августа 2023 года в Кировском районе прошли республиканские соревнования по велосипедному спорту на шоссе памяти К. П. Орловского и финал чемпионата Республики Беларусь в гонке критериум[8].

### Воспоминания Юрия Нагибина
Дневник.
26 декабря 1962 г.
Уродливым призраком навис над моим ближайшим будущим мрачный безрукий гад [*], чьи воздетые в проклятии обрубки поддерживают на манер Аарона два грязных типа. Я твердо уверен, что вся эта история кончится для меня наихудшим образом: скандалом, потоками клеветы, невозможностью печататься в ближайшие два-три года. Я не умею плавать. Я пытаюсь плыть так, будто вокруг меня водная стихия, а вокруг — тяжелая смесь дерьма и гноя. Мне не доплыть до берега.
[*] К. Орловский — прообраз Трубникова. Он травил меня в угоду своему постоянному певцу Я. Цветову.
(Примечание автора)